# South Carolina Lowcountry

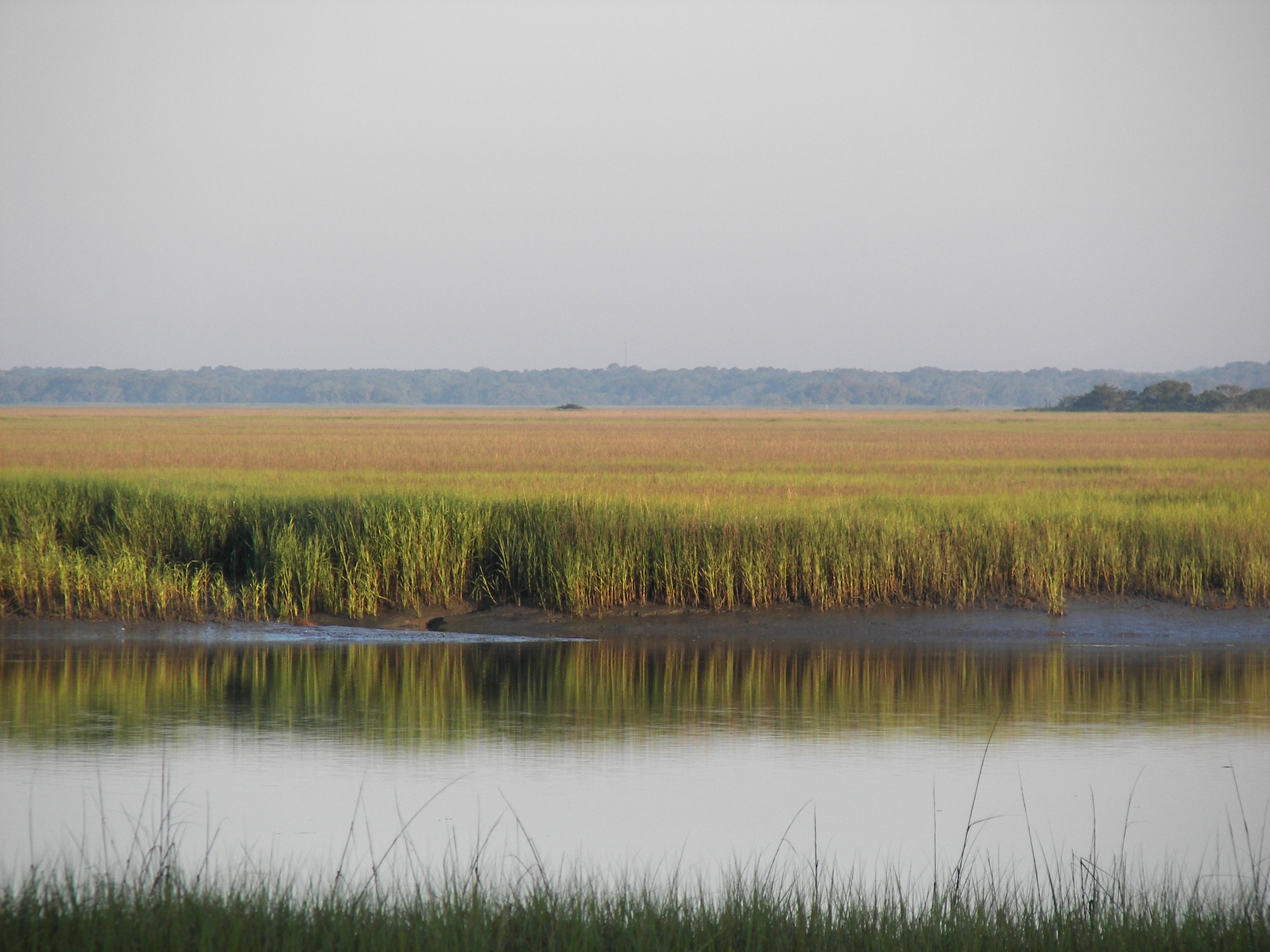
Blick von Hunting Island (Beaufort)

Lage des South Carolina Lowcountry in South Carolina

Lowcountry ist eine geografische und kulturelle Region entlang der Küste des US-Bundesstaats South Carolina.  Charleston, Beaufort, und die Resortinsel Hilton Head sind die größten Städte. Das Lowcountry ist bekannt für schöne Aussichten, historische Orte, Antebellum-Architektur und afroamerikanische Kultur.  Die Region hat viele von den Sea-Islands (Meeresinseln).

## Inseln
- Isle of Palms (Palmeninsel)
- Sullivans Island
- Folly Beach (Folly Island)
- Kiawah Island
- Seabrook Island
- Edisto Island
- Hunting Island State Park
- Fripp Island
- Hilton Head Island

Koordinaten: 33° 7′ 33,8″ N, 80° 0′ 31,6″ W